# Statistiker
Statistiker är en yrkestitel för personer som arbetar med teoretisk och tillämpad statistik inom den privata och offentliga sektorn. Kärnan i statistikerns arbete är att mäta, tolka och beskriva verkligheten och det är vanligt att kunskaperna i statistik kombineras med kunskaper inom andra ämnesområden som matematik, medicin, ekonomi med fler. 
Tillämpningsområdena är mycket varierande. Som exempel kan nämnas användning inom produktion, forskning, finans, medicin och försäkring samt samhällsbeskrivande statistik. Statistikernas kunnande kommer ofta till användning i samband med beslutsfattande av olika slag. 
Statistik har använts i alla tider. Redan i det forntida Egypten användes statistiken för att göra sig en bild av landets befolkning och boskap som speglade landets välstånd. I 1700-talets Sverige spelade Kungliga Vetenskapsakademin en viktig roll bland annat för den rikstäckande befolkningsstatistikens framväxt.
Några typiska arbetsuppgifter är att utveckla och tillämpa statistiska teorier, modeller och metoder, planera, genomföra, analysera och publicera statistiska undersökningar, göra prognoser, bearbeta och sammanställa administrativa uppgifter till statistik. 
Demografer är statistiker som arbetar med befolkningsstatistik medan försäkringsmatematiker räknar på premier för försäkringar. Aktuarier är en särskild grupp bland dessa med krav på både högskolepoäng inom matematik och matematisk statistik och i viss mån även ekonomi och juridik, och erfarenhet från försäkringsbolag.
Andra yrkesbenämningar är biostatistiker, matematisk statistiker, metodstatistiker, PA-statistiker och produktionsstatistiker.